# Facultad de Ciencias Sociales de la Universidad Nacional de Costa Rica
La Facultad de Ciencias Sociales en el marco de una universidad pública, como lo es la Universidad Nacional, debe comprenderse como una instancia académico-institucional humanista que considerando una activa renovación de sus estructuras y procesos constitutivos orienta, promueve, coordina, facilita y articula la formación científico-profesional, la producción y divulgación de conocimientos, pensamiento crítico, propositivo y creativo, así como el desarrollo de una plataforma activa de servicios y gestión, con lo cual, contribuye el desarrollo y potenciación de la institucionalidad existente y la sociedad civil, comprendiendo los sectores más vulnerables de la sociedad, las instituciones y organizaciones que los representen y todas aquellas instancias y actores sociales que promueven el mejoramiento de la calidad de vida, la integración social y la participación ciudadana. 

## Historia
La Facultad de Ciencias Sociales se creó en el año de 1974. Es una de las Facultades más grandes de la UniversidadNacional. Está conformada por 8 escuelas: Historia, Sociología, Relaciones Internacionales, Economía, Administración, Psicología, Secretariado Profesional, Planificación y Promoción Social, por dos institutos: Instituto de Estudios Sociales en Población (IDESPO), Centro Internacional de Política Económica y Desarrollo Sostenible (CINPE). Cuenta con once carreras conducentes a Diplomado, Bachillerato y Licenciatura. Tiene, asimismo, nueve programas de Maestría y dos Programas de Doctorado en Ciencias Sociales.
La Facultad cuenta con un importante cuerpo académico, conformado por docentes, investigadores y extensionistas con una enorme trayectoria en sus distintas especialidades. Una buena parte de las mejores experiencias históricas en el campo de la extensión se han generado en nuestra Facultad. Una de las mayores preocupaciones de la comunidad académica de nuestra Facultad es ofrecer a sus estudiantes una formación integral, humanística, que les permita diferenciarse de la formación de otras instituciones del país y del extranjero.
De igual manera hay en la Facultad una clara conciencia de la perspectiva inter y transdisciplinaria, que supere la fragmentariedad de cualquier modelo reduccionista del mundo y la sociedad. Se fomenta, asimismo, el pensamiento crítico y alternativo.
En síntesis, el compromiso de la Facultad de Ciencias Sociales comprende una excelente formación de sus estudiantes, programas de investigación y extensión innovadores, vínculo permanente con los sectores sociales más vulnerables de la sociedad, seguimiento sistemático de la coyuntura económica y social del país y una producción intelectual de calidad.

## Escuelas
- Escuela de Historia
- Escuela de Sociología
- Escuela de Planificación y Promoción Social
- Escuela de Secretariado Profesional
- Escuela de Relaciones Internacionales
- Escuela de Economía
- Escuela de Administración
- Escuela de Psicología

### Institutos y Centros
- Instituto de Estudios Sociales en Población (IDESPO)
- Centro Internacional de Política Económica (CINPE)
- Centro Información Documental de Ciencias Sociales